# Lola Larrosa de Ansaldo
Lola Larrosa de Ansaldo (Nueva Palmira, 1859 - Argentina, 1895) fue una escritora uruguaya que vivió la mayor parte de su vida en Argentina.

## Biografía
Lola Larrosa, nació en el seno de una antigua familia patricia uruguaya, la cual fue despojada de sus bienes por motivos políticos de le época y emigró a Argentina. Se estableció en Buenos Aires, donde Lola participó en varias revistas y publicó distintas obras.
Se casó con el periodista Enrique Ansaldo, de quien tomó su apellido, siendo conocida a partir de entonces como Lola Larrosa de Ansaldo. Tuvo un hijo y debió mantenerlo a él y su esposo, quien padeció una enfermedad mental. Lola enfermó de tuberculosis y falleció a causa de la misma cuando tenía treinta y seis años de edad.

## Obra
- Suspiros del corazón (1878)
- Las obras de Misericordia. (Ensayos literarios) (1882)
- Hija Mía! (1888)
- El lujo. Novela de costumbres (1889)
- Los esposos (1893)